# Spock’s Beard
A Spock’s Beard egy amerikai progresszív rock-együttes.

## Története
1992-ben, Los Angelesben alapította meg a Morse testvérpár, Neal és Alan. Alan elektromos gitáron játszott, míg Neal énekes-billentyűs volt. Hozzájuk csatlakozott még Nick D'Virgilio dobos és David Meros basszusgitáros. Ezzel a felállással adták ki 1995-ben debütáló albumukat The Light címmel. Később csatlakozott hozzájuk a japán billentyűs, Ryo Okumoto. Neal Morse a 2002-es Snow után szólókarrierbe fogott, azóta D'Virgilio az énekes.

### A név eredete
A név magyar jelentése Spock szakálla (Spock a Star Trek egyik főszereplője). Egy különösen vad koncert után Alan odament Nealhez, és így szólt: "Ez olyan, mintha Spocknak szakálla lenne. Nem lenne jó név egy együttesnek? Spock's Beard." Ezután készített egy 100 ötletből álló névlistát, a végére ezt is odabiggyesztette, viccből . A többi tag ezt választotta.

## Zenéje
A Spock's Beard progresszív rockot játszik, melyen főleg Genesis-hatások vehetőek észre. Gyakran említik együtt a The Flower Kings-szel, melynek a hard rock-megfelelőjének tartják a Spock's-ot, illetve a Dream Theater-rel, mely ugyanazt a zenei érzést viszi, csak éppen progresszív metalban.

## Lemezeik

### Stúdióalbumok
- The Light (1995)
- Beware of Darkness (1996)
- The Kindness of Strangers (1998)
- Day for Night (1999)
- V (2000)
- Snow (2002)
- Feel Euphoria (2003)
- Octane (2005)
- Spock’s Beard (2006)
- X (2010)
- Brief Nocturnes and Dreamless Sleep (2013)